# Aegocera fabricata
Aegocera fabricata är en fjärilsart som beskrevs av Karsch 1895. Aegocera fabricata ingår i släktet Aegocera och familjen nattflyn. Inga underarter finns listade i Catalogue of Life.